# Formosadriehoek

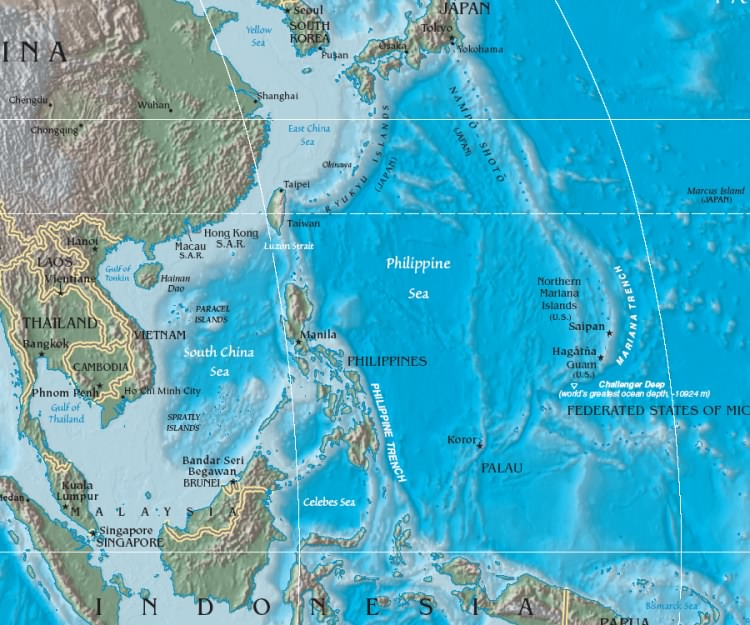

De Formosadriehoek  of Drakendriehoek, ook wel Devils Sea, is een gebied met gelijkaardige geografische eigenschappen als de Bermudadriehoek. 
Het gebied ligt in de Filipijnse Zee, te meten van Taiwan (vroeger Formosa geheten) naar Wake Island en de Gilberteilanden die deel uitmaken van Kiribati. 
Over de Formosadriehoek gaan soortgelijke geruchten als over de Bermudadriehoek, met name over magnetische afwijkingen, ze zijn echter minder talrijk.
De driehoek staat niet specifiek aangegeven op kaarten voor de zeevaart.